# Firuzeh (Verwaltungsbezirk)
Firuzeh (persisch شهرستان فیروزه) ist ein Schahrestan in der Provinz Razavi-Chorasan im Iran. Er enthält die Stadt Firuzeh, welche die Hauptstadt des Verwaltungsbezirks ist.

## Demografie
Bei der Volkszählung 2016 betrug die Einwohnerzahl des Schahrestan 37.539. Die Alphabetisierung lag bei 81 Prozent der Bevölkerung. Knapp 19 Prozent der Bevölkerung lebten in urbanen Regionen.
| Zensusjahr | Einwohnerzahl |
| ---------- | ------------- |
| 2011       | 42.739        |
| 2016       | 37.539        |